# Karl Schmitzer
Karl Schmitzer (* 22. April 1926 in Afing; † 19. Oktober 2011 in St. Pölten) war ein österreichischer Politiker und Fachschuldirektor. Er war von 1970 bis 1981 Abgeordneter zum Nationalrat.
Karl Schmitzer besuchte nach der Pflichtschule die Höhere Landwirtschaftliche Bundeslehranstalt Francisco Josephinum. Am 17. Januar 1944 beantragte der damals in Wieselburg wohnhafte Karl Schmitzer die Aufnahme in die NSDAP und wurde zum 20. April desselben Jahres aufgenommen (Mitgliedsnummer 9.836.748). Von 1948 bis 1960 war er als Lehrer an landwirtschaftlichen Berufsschulen tätig. Schmitzer führte die Standesbezeichnung Ingenieur. Er wechselte 1960 als Lehrer an die landwirtschaftliche Fachschule in Pyhra und übernahm dort 1965 die Funktion des Direktors. Im politischen Bereich engagierte sich Schmitzer als Gemeinderat in Pyhra, wo er 1972 auch das Amt des Vizebürgermeisters übernahm. Er war innerparteilich zudem als ÖVP-Ortsparteiobmann aktiv und fungierte als agrarpolitischer Referent der Bundesleitung des ÖAAB. Schmitzer vertrat die ÖVP zwischen dem 31. März 1970 und dem 9. Juni 1981 im Nationalrat. Sein Sohn Werner war einige Jahre Bürgermeister der Gemeinde Pyhra (Bezirk St. Pölten-Land).